# Понте Санта Марија Мадалена (Римини)
Понте Санта Марија Мадалена је насеље у Италији у округу Римини, региону Емилија-Ромања.
Према процени из 2011. у насељу је живело 220 становника. Насеље се налази на надморској висини од 196 м.